# Baranyajenő
Baranyajenő (nje. Jening) je selo u središnjoj južnoj Mađarskoj.
Zauzima površinu od 15,55 km četvornih.

## Zemljopisni položaj
Nalazi se na 46° 16' sjeverne zemljopisne širine i 18° 3' istočne zemljopisne dužine, 1 km južno od županijske granice sa Šomođskom županijom. Đudra je 4,5 km sjeverozapadno, Kercseliget je 4 km sjeverno, Jágónak je 4,5 km sjeveroistočno, Meződ je 4 km sjeveroistočno, Palé je 1 km istočno, kotarsko sjedište Šaš je 2,5 km istočno, Mindszentgodisa je 4 km jugoistočno, Baranyaszentgyörgy je 2,5 km jugozapadno,

## Upravna organizacija
Upravno pripada Šaškoj mikroregiji u Baranjskoj županiji. Poštanski broj je 7384.

## Povijest
Područje je bilo naseljeno još u doba starovjekovnog Rima.
Baranyajenő su posjedovale časne sestre s Margitina otoka, koje su kasnije došle ovdje, kao i pavlini.
Za vrijeme turske vlasti je u ovom selu bila napravljena utvrda, na mjestu današnje crkve (na predjelu Várdomb). Za njihove vlasti selo nije opustjelo. 
Nešto poslije selo je došlo u posjed pečuškog biskupa te obitelji Jankovich.
Selo se prvo spominje 1283. pod imenom Jenew. Kasnije se javlja pod imenom Gyenő, a potom kao Jenő sve do 1. siječnja 1901., kada vlasti mijenjaju ime selu u Baranyajenő, radi izbjegavanja miješanja s drugim istoimenim (Jenő) mjestima diljem Ugarske.
U drugom svjetskom ratu su sovjetske postrojbe ušle u selo 1. prosinca 1944. Već 27. prosinca su temeljem dekreta počele s deportacijom u SSSR na prisilni rad (Zwangsarbeit, Исправительные работы) svih Nijemaca od 17-45 godina i Njemica od 18-30 godina starosti. Od 1946. – 1948. su mađarske komunističke vlasti iselile veliki dio Nijemaca iz Mađarske, pa tako i iz ovog sela. U selo su dovele Mađare iz Jugoslavije.

## Promet
4 km istočno od sela prolazi pruga Dumvar-Selurinac. 

## Stanovništvo
Baranyajenő ima 529 stanovnika (2001.). Mađari su većina, a Roma, koji u selu imaju manjinsku samoupravu, ima oko 8%. 90% je rimokatolika, oko 3% je kalvinista i oko 1% je luterana.

## Vanjske poveznice
- (mađ.) Baranyajenő a Vendégvárón[neaktivna poveznica]
- Baranyajenő na fallingrain.com